# Friedhelm Hahn

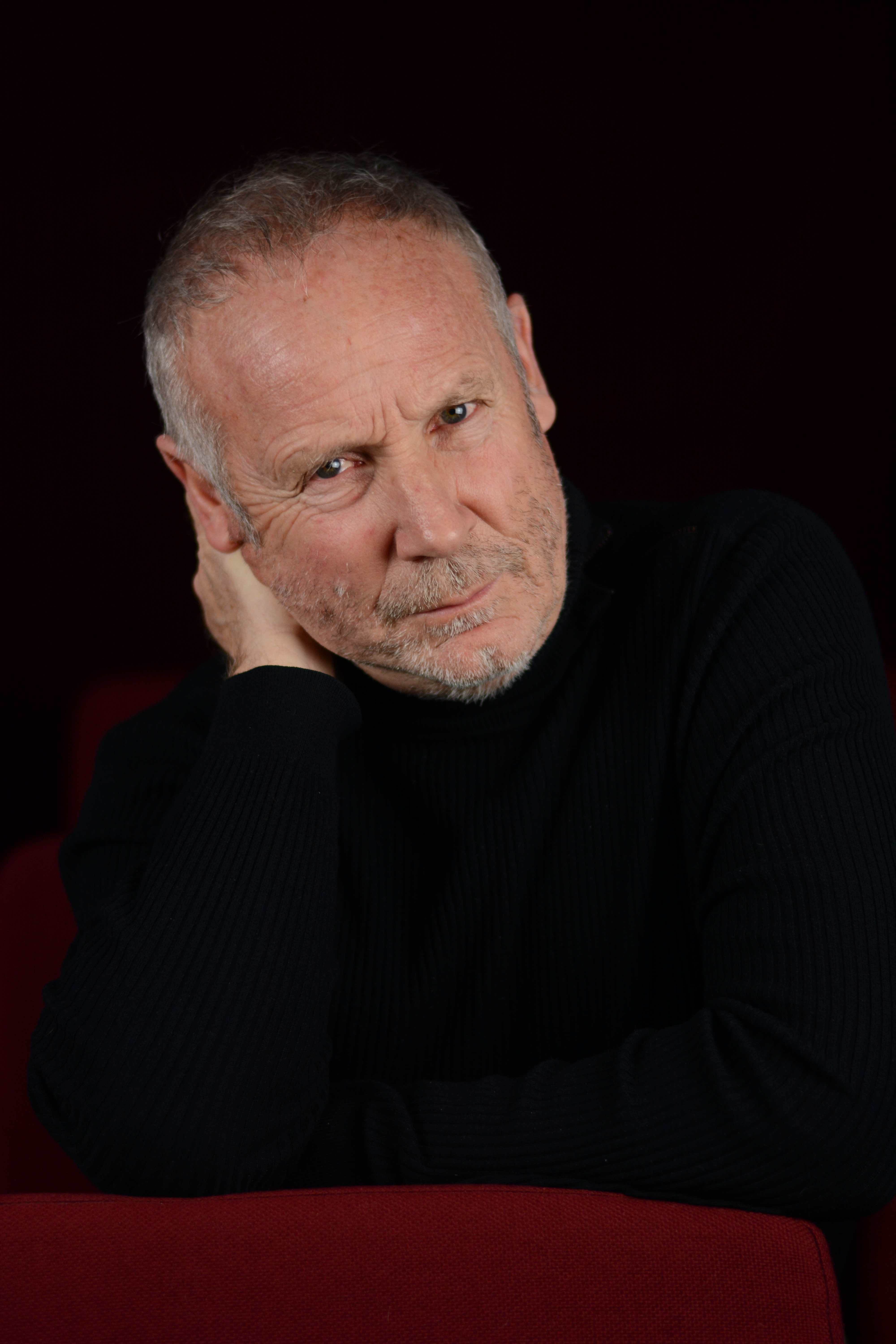
Friedhelm Hahn (2020)

Friedhelm Hahn (* 14. Juli 1955 in Neuwied) ist ein deutscher Gymnasiallehrer, Regisseur und Autor. Er war von 1998 bis 2022 Intendant der Städtischen Bühne Lahnstein.

## Leben
Friedhelm Hahn besuchte von 1965 bis 1974 das Werner-Heisenberg-Gymnasium in Neuwied und machte dort sein Abitur. Ab 1975 studierte er an der Johannes Gutenberg-Universität in Mainz Germanistik, Philosophie und Buchwissenschaft auf Magister, wechselte dann ab 1978 mit den Fächern Germanistik und Philosophie ins Lehramt und machte 1981 sein Staatsexamen in Mainz.
Neben seiner Tätigkeit als Gymnasiallehrer am Johannes-Gymnasium in Lahnstein (ab 1985) interessierte er sich schon früh für das Theater. Vom Schultheater weg ging er bald den Weg in die freie Szene, schrieb zahlreiche Stücke für Kinder und Jugendliche und inszenierte sie selbst. 1993 gründete er das Theater Parabol als bundesweit operierendes Tourneetheater, das sich kritisch mit der Erfahrungswirklichkeit der frühen Neunziger auseinandersetzte. 1995 wurde er Künstlerischer Leiter des Kinder- und Jugendtheaters der Stadt Lahnstein. 1998, mit dem Umzug in die neue Spielstätte des vom Land Rheinland-Pfalz neu gestalteten Nassau-Sporkenburger Hofs, wurde er schließlich Intendant des Theaters Lahnstein und baute das Haus in den 24 Folgejahren zusammen mit seiner Co-Intendantin Ulrike Krapp zu einem Stadttheater mit jährlich rund 25.000 Besuchern auf.
Neben der Intendanz des Theaters Lahnstein übernahm Hahn in den Jahren 2006 bis 2022 die Intendanz der Lahnsteiner Burgspiele, deren Spielplan Musical und Schauspiel umfasste.
Im Jahr 2022 verlängerte der neue Oberbürgermeister der Stadt Lahnstein Hahns Vertrag nach 24 Jahren nicht mehr. Die Stadt warf Hahn eine Etatüberschreitung um 70.000 Euro vor und kündigte ihm fristlos. Im Rechtsstreit vor dem Arbeitsgericht Koblenz zog die Stadt Lahnstein diesen Vorwurf zurück und einigte sich mit ihm auf eine Entschädigung. Mit ihm verließen die Co-Intendantin Ulrike Krapp und ein Großteil des seit vielen Jahren zusammenarbeitenden künstlerischen Personals das Haus. Hahn klagte gegen die Kündigung. Außergerichtlich einigten sich Hahn und die Stadt Lahnstein darauf, dass er nicht weiter gegen die Kündigung vorgeht. Hahn erhält dafür eine Entschädigung von 25.000 Euro und die Stadt behauptet nicht mehr, er hätte das Budget 2022 überzogen.
Seit 2023 arbeitet Hahn als Autor und freier Regisseur. Als Autor schreibt er neben Schauspiel, Komödien und Musiktheaterstücken auch Musicals. Seit dem 1. Oktober 2023 ist er Intendant der Burgspiele Braubach und des Braubacher Kultursommers in Schloss Philippsburg.

## Werke

### Theaterstücke
- Herrentag – Schauspiel, UA, Kulturfabrik Koblenz 1995
- Die Taube – Monolog für einen Schauspieler nach der Novelle von Patrick Süßkind, Kulturfabrik Koblenz 1998
- Die Schachnovelle – Monolog für einen Schauspieler nach der Novelle von Zweig, UA, Theater Lahnstein 2001
- Gestern, heute, morgen – Komödie, UA, Theater Lahnstein 2006, Theaterverlag Desch, München[8]
- Highbury Dreams – Komödie, UA, Theater Lahnstein 2009
- Charleys Tante – Komödie nach der Vorlage des Films aus dem Jahr 1963, UA, Lahnstein, Burgspiele 2015
- Der Name der Rose – Schauspiel nach dem Roman von Umberto Ecco, UA Lahnstein, Burgspiele 2018
- Der Glöckner von Notre Dame – Schauspiel nach dem Roman von Alexandre Dumas, UA Lahnstein, Burgspiele 2019
- Der Graf von Monte Christo –  Schauspiel nach dem Roman von Alexandre Dumas, UA, Lahnstein, Burgspiele 2021
- Vertigo – Schauspiel nach der Filmvorlage von Alfred Hitchcock, UA, Theater Lahnstein 2021
- Der Himmel auf Erden – Komödie frei nach der Vorlage des Films aus dem Jahre 1933, UA, Theater Lahnstein 2022

### Musiktheater und Musicals
- Schuld daran ist nur der Bossanova – Musiktheater, UA, Lahnstein, Burgspiele 2004
- Elvis – You are always on my mind, UA, Musiktheater, Theater Lahnstein 2012
- Über sieben Brücken musst du gehen, UA, Musiktheater, Theater Lahnstein 2013
- Dogs – Musical für Jugendliche UA, Lahnstein 2014
- Aschenputtel – Rockmusical frei nach den Gebrüdern Grimm, UA, Musik: Ulrich Cleves, Theater Lahnstein 2014
- Schneewittchen 2, Musical von Friedhelm Hahn und Ulrich Cleves, UA, Theater Lahnstein 2015
- Die Schneekönigin – Musical für Kinder und Erwachsene nach dem Märchen von C. Andersen, UA,  Theater Lahnstein 2016
- Romeo und Julia – Musical von Friedhelm Hahn und Ulrich Cleves frei nach Shakespeare, UA, Theater Lahnstein 2017
- Frankie Boy – Musical von Friedhelm Hahn und Ulrich Cleves, UA, Stadthalle Lahnstein 2017
- Der kleine Prinz – Musical von Friedhelm Hahn und Ulrich Cleves nach Antoine de Saint-Exupery, UA, Theater Lahnstein 2019
- Alice im Wunderland – Musical von Friedhelm Hahn und Ulrich Cleves nach  Lewis Carroll, UA, Theater Lahnstein 2022
- The show must go on – Musiktheater, UA, Theater Lahnstein 2022

### Romane
- Friedhelm Hahn: Der Zeitnehmer. novum pro, Wien 2009, ISBN 978-3-85022-645-5.

### Sonstige Veröffentlichungen
- Friedhelm Hahn (Verfasser), Ann-Kathrin Hahn (Illustratorin): Lahnsteiner Volkssagen. Hrsg.: Rudolf Kring. Imprimatur, 2011, ISBN 978-3-9813195-4-5.